# Blackfordia virginica
Blackfordia virginica är en nässeldjursart som beskrevs av Mayer 1910. Blackfordia virginica ingår i släktet Blackfordia och familjen Blackfordiidae. Inga underarter finns listade i Catalogue of Life.